# 関谷幸一
関谷 幸一（せきや こういち、1960年2月14日 – ）は日本の編集者、実業家。東京都出身。

## 略歴
- 1984年3月 - 獨協大学経済学部卒業
- 1989年9月 - 株式会社角川春樹事務所入社[1]
- 1993年3月 - 株式会社角川書店（現・KADOKAWA KEY-PROCESS）入社[2]。
- 2002年7月 - 株式会社角川ブックサービス（後の角川出版販売）取締役
- 2004年7月 - 同社常務取締役
- 2005年3月 - 同社代表取締役社長
- 2007年1月 - 株式会社角川グループパブリッシング代表取締役専務
- 2007年3月 - 同社代表取締役社長
- 2009年6月 - 株式会社角川グループホールディングス（現・KADOKAWA KEY-PROCESS）取締役
- 2013年3月 - 株式会社角川ブックナビ代表取締役社長
- 2013年4月 - 株式会社角川グループホールディングス（現・KADOKAWA KEY-PROCESS）常務取締役セールスマーケティング統括本部長
- 2014年6月 - 株式会社KADOKAWA（現・KADOKAWA KEY-PROCESS）専務取締役セールスマーケティング統括本部長。
- 2016年4月 - 株式会社角川アップリンク代表取締役社長。
- 2016年4月 - 株式会社大阪屋栗田社外取締役[3]。
- 2016年5月 - 株式会社ところざわサクラタウン代表取締役社長。
- 2019年4月 - 株式会社KADOKAWA（現・KADOKAWA KEY-PROCESS）取締役専務執行役員プロダクトマーケティング本部長[4]。
- 2019年6月 - カドカワ株式会社（現・KADOKAWA）取締役[5]。
- 2019年7月 - 株式会社KADOKAWA Future Publishing代表取締役社長[6]。
- 2020年10月 - 株式会社KADOKAWA執行役員Chief eXperience Officer兼Chief Manufacturing & Logistics Officer兼BEC推進室長[7]
- 2021年6月 - 株式会社角川アップリンク代表取締役社長
- 2021年6月 - 株式会社クールジャパントラベル代表取締役会長
- 2022年6月 - 株式会社KADOKAWA KEY-PROCESS（初代法人）代表取締役社長[8]
- 2024年5月 - 株式会社メディアドゥ取締役[1]
- 2024年5月 - 株式会社日本文芸社取締役[9]

## その他
- 社団法人日本雑誌協会常務理事（2009年）
- 財団法人出版文化産業振興財団（JPIC）評議員（2009年）